# V-hitrosti
V hitrosti (ang. V-speeds) so hitrosti, ki se uporabljajo pri letenju z letali in drugimi zrakoplovi. V hitrosti določijo proizvajalci s pomočjo testiranja in jih preverijo vladne ustanove, ki certificirajo letalo.V hitrosti se razlikujejo od zrakoplova do zrakoplova. Skoraj vedno se uporablja enote vozli (navtične milje/uro).
V-hitrosti se poda kot "IAS" (Indicated AirSpeed - indicirana hitrost) - to je hitrost, ki jo prikazuje merilec hitrosti, pilot samo odčita hitrost, ni potrebno preračunavanje, tudi pri večjih višinah. Ker merilec hitrosti deluje na principu razlike tlaka in prikazuje indicirano hitrost se V-hitrosti ne spreminjajo z višino, se pa z višino pri isti IAS povečuje "realna ali dejanska hitrost" - TAS (True AirSpeed), ker je zrak bolj redek.
V športnih letalih so najpomembnejše hitrost prikazane kot obarvani lok na merilcu hitrost. Začetek belega loka prikazuje hitrost izgube vzgona s spuščenimi zakrilci, začetek zelenega loka pa hitrost izgube vzgona s pospravljenimi zakrilci. Obe hitrosti so pri največji vzletni teži

## Pomembne V-hitrosti
Pazi: to so indicirane hitrosti  - "IAS"
| Oznaka V-hitrosti | Opis |
| ----------------- | --- |
| V1                | Največja hitrost pri kateri lahko pilot prekine vzlet (po navadi za reaktivna letala) |
| V2                | Varnostna hitrost pri vzletu, pri tej hitrosti lahko letalo vzleti z enim neoperativnim motorjem |
| V2min             | Mininalna varnostna hitrost pri vzletu |
| V3                | Hitrost pospravljanja zakrilc |
| V4                | Začetna vzpenjalna hitrost |
| VA                | Manevrirna hitrost, pri tej hitrosti se z maksimalnim odklonom krmil ne preseže največje dovoljeno G-obremenitve. Nad to hitrostjo niso dovoljeni polni okdloni krmil |
| Vat               | Indicirana hitrost pred pristajalno stezo (kdaj tudi "približevalna - approach hitrost". Je enaka hitrosti izgube vzgona VS0 pomnožena z 1,3. Ali pa hitrosti izgube vzgona VS1g pomnožena z 1,23. Obe hitrosti VS0 in VS1g so v pristajalni konfiguraciji pri največji pristajalni teži. Če so na voljo obe VS0 in VS1g se uporabi večjo |
| VB                | Hitrost pri letenju v sunkovitem zraku |
| VC                | Potovalna hitrost, hitrost križarjenja |
| Vcef              | Glej V1; po navadi se uporablja pri vojaških letalih |
| VD                | Hitrost hitrega spuščanja ("diving" speed) |
| VDF               | Demonstrirana hitrost hitrega spuščanja |
| VEF               | |
| VF                | |
| VFC               | |
| VFE               | Največja hitrost s spuščenimi zakrilci |
| VFTO              | Končna hitrost pri vzletu |
| VH                | Največja hitrost v horizontalnem letu z največjo kontinuirano močjo motorjev |
| VLE               | Največja hitrost s spuščenim pristajalnim podvozjem (landing gear extended) |
| VLO               | Največja hitrost pri katerih je varno spustiti pristajalno podvozje |
| VLOF              | Hitrost vzleta (liftoff) |
| VMC               | Minimalna kontorolna hitrost (minimum control), pri kateri so krmila efektivna, po navadi v vzletni konfiguracji. Po navadi je več podtipov: VMCG (ground - na zemlji), VMCA (air -zrak), VMCA1, VMCA2, VMCL, VMCL1, VMCL2. |
| VMCA              | Minimalna kontrolna hitrost v zraku. Najmanjša hitrost pri kateri je možen raven let pri odpovedi motorja. |
| VMCG              | Minimalna kontorolna hitrost na zemlji |
| VMCL              | Minimalna kontrolna hitrost v pristajalni konfiguracaiji z enim nedelujočim motorjem |
| VMO               | Največja operativna hitrost (maximum operating) |
| VMU               | (minimum unstick) |
| VNE               | Neprekoračljiva hitrost |
| VNO               | Maksimalna potovalna hitrost |
| VO                | Največja operativna manevrirna hitrost |
| VR                | Hitrost rotacije pri vzletu - hitrost pri kateri se dvigne nosno kolo |
| Vrot              | Skoraj isto kot VR, po navadi pri vojaških letali |
| VRef              | Referenčna pristajalna hitrost |
| VS                | Hitrost izgube vzgona, minimalna hitrost pri kateri je zrakoplov še krmarljiv |
| VS0               | Hitrost izgube vzgona v pristajalni konfiguraciji |
| VS1               | Hitrost izgube vzgona v določeni konfiguraciji |
| VSR               | Referenčna hitrost izgube vzgona |
| VSR0              | Referenčna hitrost izgube vzgona v pristajalni konfiguraciji |
| VSR1              | Referenčna hitrost izgube vzgona v določeni konfiguraciji |
| VSW               | Hitrost pri kateri se pojavi opozorilo o izgubi vzgona |
| VTOSS             | Varnostna vzletna hitrost z rotorske zrakoplove Kategorije A |
| VX                | Hitrost pri kateri se doseže največji kot vzpenjanja |
| VY                | Hitrost pri kateri se doseže največja hitrost vzpenjanja |